# Jingle (protocole)
 (décembre 2013).
Sa qualité peut être largement améliorée en utilisant un vocabulaire plus directement compréhensible.
Pour les articles homonymes, voir Jingle.

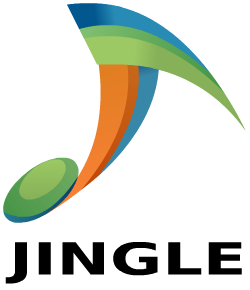
Proposition de logo pour Jingle

Jingle est une extension du protocole XMPP destinée à l'initialisation, au suivi et à la terminaison de sessions multimédia P2P entre clients XMPP. Jingle permet les sessions audio (VoIP) et de visioconférence.
Les différents éléments de ce protocole sont documentés dans différentes XEP (« XMPP Extension Protocols ») que l'on peut répartir dans trois catégories. En premier lieu, la XEP-0166 constitue la brique de base du protocole, il ne définit que la sémantique d'une session. Ensuite, pour chacune des méthodes de transport des données reconnues, il existe une XEP dédiée. Enfin, pour chacun des formats de données reconnus, il existe de même une XEP dédiée.

## Historique
TINS, définie dans la XEP-0111 et depuis rétractée au profit de Jingle, fut la première tentative d'extension de protocole pour permettre l'établissement de sessions multimédia entre deux clients XMPP. Cette solution s'avérant peu pratique et efficace à l'usage, ses concepteurs, Joe Hildebrand et Peter Saint-Andre, décidèrent alors de reprendre leur travail à zéro et de définir un tout autre protocole pour cet usage.
Après la publication d'un premier brouillon, Scott Ludwig, de l'équipe de développeurs de Google Talk, les contacta pour leur signaler que ce brouillon était très ressemblant dans l'esprit et même dans la syntaxe au protocole de VoIP mis au point pour leur logiciel. Peter Saint-Andre et Scott Ludwig s'accordèrent pour joindre leurs efforts pour une définition commune de protocole. Ils furent grandement aidés dans cette tâche par Joe Beda qui apparaît également dans la liste des contributeurs.
C'est ainsi que, le 6 octobre 2005, furent publiées les XEP-0166 (Jingle) et XEP-0167 (Jingle RTP Sessions). Ce n'est qu'au mois de mars 2006 que toutes les références à une méthode de transport furent retirées de la XEP-0166 et déplacées pour un partage clair de la définition de Jingle entre les différentes XEP (sémantique d'une session, transports, formats de données).

## Implémentation
Pour ce qui est de l'implémentation du protocole, comme annoncé préalablement, le 14 décembre 2005, sous forme d'une bibliothèque de programmation libre (libjingle), la partie de son logiciel implémentant ce protocole fut mise à disposition. 
Depuis la version 2.6, sortie le 18 aout 2009, Pidgin supporte également Jingle (via la bibliothèque Farstream).
Les clients XMPP Spark, Coccinella, Jabbin, Kopete, Psi, le framework Tapioca, ainsi que l'IPBX Asterisk préparent l'intégration de Jingle en utilisant cette bibliothèque. La bibliothèque libre libDingaLing a également été publiée par FreeSwitch.

### Bibliothèques
- Libpurple
- Telepathy
- Libjingle[2] de Google Talk
- LibDigaling[3] de FreeSWITCH
- QXmpp[4] (licence LGPL)

### Clients XMPP
Les clients du protocole XMPP sont les suivants : 
- Coccinella
- Conversations
- Empathy (grâce à l'infrastructure de communication Telepathy)
- Gajim
- iChat
- Jabbin
- Jitsi
- KDE Telepathy
- Kopete[5]
- MCabber
- Miranda IM
- Movim
- Pidgin
- Psi
- Salut à Toi (ou Libervia, messagerie instantanée, partage de fichiers, microblog...)
- Le framework Tapioca[6]